# Ornitomuzikológia
Az ornitomuzikológia megalkotója Szőke Péter magyar tudós. A madárhangok jellemző dallamsorait többszörös lassítással tette jól követhetővé.

## A fölfedezés
Igaz, hogy már Darwin is említést tesz a madárzene jelentőségéről, de tudományos igényű kidolgozását a madárhangok dallamszerkezetének Szőke Péter adta meg.
Szőke Péter és felesége egy balatoni nyáron hallotta meg egy énekes rigó énekében azt, hogy milyen csodálatos zeneiség van a madárénekben. A legtöbb madár által az emberi fül számára csak csicsergésnek hangzó hangsor mögött is dallam húzódik meg, ha megfelelő mértékben lelassítjuk a rögzített dallamot. Tudatosan fogott hozzá a különféle madárénekek lassításos módszerrel történő vizsgálatához.
A madárhangokat magnetofon felvételeken rögzítette. A különböző mértékben lelassított hangsorokat azután lejátszotta és lekottázta. Ezzel a módszerrel jól összehasonlítható eredményeket kapott a madárhangok dallamsorairól. A lassítás módszerével több, mint 2000 madárfaj csicsergésnek, károgásnak, huhogásnak ismert hangsorát vizsgálta meg és dolgozta föl. Ennek során fölismerte, hogy a madár-dallamok hangjai is az emberi zenéből ismert hangközök szerinti lépésekkel építkeznek. 
Jelentős kutatási eredménye, hogy fölismerte az emberi zenének a természetben gyökerező természetét.

## Külső hivatkozások
- Farkas Ferenc írása Szőke Péter munkásságáról Archiválva 2016. március 4-i dátummal a Wayback Machine-ben